# Obârșia (gmina)
Obârșia – gmina w Rumunii, w okręgu Aluta. Obejmuje miejscowości Câmpu Părului, Coteni, Obârșia, Obârșia Nouă i Tabonu. W 2011 roku liczyła 2902 mieszkańców.